# Cideville
Cideville település Franciaországban, Seine-Maritime megyében. Lakosainak száma 423 fő (2022. január 1.). Cideville Auzouville-l’Esneval, Limésy és Mesnil-Panneville községekkel határos.

## Népesség
A település népességének változása:
| Lakosok száma | 315  | 337  | 367  | 386  | 396  | 404  | 409  | 416  | 423  |
|               | 2013 | 2015 | 2016 | 2017 | 2018 | 2019 | 2020 | 2021 | 2022 |